# Moulicent
Moulicent település Franciaországban, Orne megyében. Lakosainak száma 286 fő (2018. január 1.). Moulicent L’Hôme-Chamondot, La Lande-sur-Eure, Longny les Villages, Malétable és Marchainville községekkel határos.

## Népesség
A település népességének változása:
| Lakosok száma | 347  | 300  | 241  | 228  | 243  | 291  | 288  | 287  | 286  | 286  |
|               | 1962 | 1968 | 1975 | 1982 | 1990 | 2008 | 2013 | 2015 | 2017 | 2018 |